# Macintosh LC III
Le Macintosh LC III succéda au Macintosh LC II dans la gamme d'ordinateurs grand public Apple. En plus d'un processeur plus puissant cadencé à 25 MHz (contre 16 MHz pour le LC II), il disposait d'une nouvelle connectique, d'un nouveau type de slot d'extension PDS, et d'une mémoire de type SIMM 72 broche.
Il fut commercialisé pour le grand public sous le nom de Performa 450.